# Адвокат (телесериал)
«Адвока́т» — российский детективный телесериал производства канала НТВ и кинокомпании «Мотор Фильм Студия», впервые появившийся на ТВ в 2004 году.

## Синопсис
Адвокат по уголовным делам Алексей Николаевич Зимин никак не может привыкнуть к необходимому для его профессии цинизму. Он не умеет отказывать людям, когда они просят его о помощи. Честный и неподкупный, он часто берётся за, казалось бы, безнадёжные дела и выигрывает их. Он принимает личное участие в судьбе каждого подзащитного, иногда забывая о выгоде, благоразумии и даже близких людях.

## В ролях
- Андрей Соколов — адвокат Алексей Зимин
- Ирина Низина — Вера, помощница, позже — партнёр Зимина (до 39 серии)
- Татьяна Черкасова — Любовь Короткова, помощница Зимина (с 40 серии)